# Proletarischer Film
Der proletarische Film, auch als Volksfilm bezeichnet, ist eine Bewegung in der deutschen Filmgeschichte zwischen etwa 1925 und 1933. Die Filme dieser Bewegung versuchen, die Missstände der Lebens- und Arbeitsbedingungen in der deutschen Arbeiterschaft deutlich zu machen und rufen zur Solidarität mit der Arbeiterbewegung auf. Auftraggeber dieser Filme waren die KPD, die SPD, Gewerkschaften und linke Organisationen. Die bekanntesten Produktionsfirmen von proletarischen Filmen waren die Prometheus Film-Verleih und Produktionsgesellschaft GmbH, die sich hauptsächlich mit Spielfilmen beschäftigte, und die Filmkartell "Weltfilm" GmbH, die in der Hauptsache Dokumentarfilme drehte.

## Geschichte des proletarischen Films in der Weimarer Republik
Die KPD erkannte Mitte der 1920er-Jahre durch das Beispiel des sowjetischen Revolutionsfilms die Möglichkeiten, durch das Medium Film Einfluss auf die öffentliche Meinungsbildung zu nehmen. Seit 1926 produzierte die Prometheus Stummfilme wie etwa Jenseits der Straße (Leo Mittler, 1929), doch der erste große Erfolg gelang ihr mit Mutter Krausens Fahrt ins Glück (Piel Jutzi, 1929). Kennzeichnend für diesen Film war die realistische und differenzierte Schilderung des Zille-Milieus in der Weltwirtschaftskrise. Der letzte Tonfilm der Prometheus war Kuhle Wampe oder: Wem gehört die Welt? (Slatan Dudow, 1932), an dessen Drehbuch unter anderem auch Bertolt Brecht mitgeschrieben hatte. Wie auch in Mutter Krausens Fahrt ins Glück wurde in Kuhle Wampe als Ausweg aus den hoffnungslosen Lebensumständen der Arbeiter die solidarische Organisation in der Arbeiterbewegung dargestellt.
Auch die SPD ließ durch ihre eigene Filmgesellschaft Film- und Lichtbilddienst proletarische Filme wie etwa Brüder (Werner Hochbaum, 1929) oder Lohnbuchhalter Kremke (Marie Harder, 1930) produzieren.
Mit der Machtergreifung der Nationalsozialisten 1933 endete die Geschichte des proletarischen Films; Kuhle Wampe war einer der ersten Filme, die von den Nazis verboten wurden.

## Renaissance in den 1960er-Jahren
Eine Renaissance erlebte der proletarische Film in der zweiten Hälfte der 60er Jahre. Frühe Beispiele sind die Dokumentarfilme von Klaus Wildenhahn (Zwischen 3 und 7 Uhr morgens, Beobachtungen über das Leben in St. Pauli, 1964, und In der Fremde über eine Kolonne Bauarbeiter, die einen Futtermittelsilo errichten, 1967) und Erika Runge (Warum ist Frau B. glücklich?, 1968, der 50 Jahre deutsche Geschichte aus der Perspektive der Arbeiterklasse nacherlebbar macht). Im Berlin nach 1968 knüpfen Studierende der DFFB an diese und weitere Vorbilder an und wenden sich mit (dokumentarischen) Spielfilmen den von Filmindustrie und Fernsehen weitgehend vernachlässigten zeitgenössischen Lebensumständen der Arbeiter und Angestellten zu. Liebe Mutter, mir geht es gut, 1972, von Christian Ziewer und Klaus Wiese war der erste Spielfilm des wiederauflebenden proletarischen Films in der Bundesrepublik. Weitere Filme wie Die Wollands (Marianne Lüdcke und Ingo Kratisch, 1972), Lohn und Liebe (ebenfalls Lüdcke und Kratisch, 1974), Schneeglöckchen blühn im September, 1973 und Der aufrechte Gang, 1975, beide von Christian Ziewer, folgten.